# Naturkundemuseum (métro de Berlin)
Naturkundemuseum est une station de la ligne 6 du métro de Berlin, dans le quartier de Mitte.
Elle se situe 4,6 m sous Chausseestraße au croisement d'Invalidenstraße et de Zinnowitzer Straße.

## Histoire
La construction selon les plans de Heinrich Jennen, Alfred Grenander et Alfred Fehse débute en 1913 et se finit après la Première Guerre mondiale, en 1919. Les architectes conçoivent une gare centrale tout blanche avec une plate-forme, la signalisation des stations portent une bordure jaune. Après la gare adjacente pour la ligne de Berlin à Szczecin, la nouvelle station de métro ouvre ses portes le 30 janvier 1923 sous le nom de « gare de Stettin » (Stettiner Bahnhof).
D'avril à juillet 1945, la station de métro est fermée à cause des dommages de guerre. En 1951, elle prend le nom de « gare du Nord » (Nordbahnhof, à ne pas confondre avec la gare du Nord actuelle) après la fermeture de la ligne vers Szczecin. Du 13 août 1961 au 1er juillet 1990, la gare du Nord est une station fantôme ; la seule station dans la section est de la ville est la gare de Berlin Friedrichstraße.
Après une rénovation complète dans les années 1990, comprenant une accessibilité aux handicapés et un agrandissement de la plate-forme à 110 m, la station devient un bâtiment classé.
En 1991, la station prend le nom de Zinnowitzer Straße. Cependant, en 2007, des élus du quartier suggèrent de rebaptiser la station en raison de sa proximité avec le musée d'histoire naturelle de Berlin. Un changement de nom est prévu pour décembre 2008 puis repoussé. Le 30 décembre 2008, l'entreprise Wall AG fait poser en prévision du changement de nom sept panneaux d'affichage montrant les collections du muséum. La station devient Naturkundemuseum le 13 décembre 2009.

## Correspondances
La station de métro est en correspondance avec des stations d'omnibus de la Berliner Verkehrsbetriebe et du tramway.